# Dying Is Your Latest Fashion
Dying Is Your Latest Fashion е дебютен студиен албум на американската метълкор група Escape The Fate. Издаден е на 3 октомври 2006 г. от Epitaph Records.

## Обща информация
„Not Good Enough for Truth In Cliché“ е пуснат като сингъл в iTunes. Той включва още „Situations“ и неговото видео. След излизането на албума, Радке е с пробация по обвинения за притежание на наркотици, която той нарушава и довежда до смъртта на 18-годишния Майкъл Кук. Радке пледира виновен и отива в затвора с 2-годишна присъда.

## Състав
- Рони Радке – вокали
- Брайън „Монте“ Мани – китара, беквокали
- Омар Еспиноса – китара, беквокали
- Макс Грийн – бас
- Робърт Ортис – барабани
- Карсън Алън – клавири, пиано, синтезатор

## Песни
| 1.    | The Webs We Weave                                    | 2:54 |
| 2.    | When I Go Out, I Want to Go Out on a Chariot of Fire | 4:01 |
| 3.    | Situations                                           | 3:08 |
| 4.    | The Guillotine                                       | 4:32 |
| 5.    | Reverse This Curse                                   | 3:41 |
| 6.    | Cellar Door                                          | 4:36 |
| 7.    | There's No Sympathy for the Dead                     | 5:25 |
| 8.    | My Apocalypse                                        | 4:43 |
| 9.    | Friends and Alibis                                   | 4:10 |
| 10.   | Not Good Enough for Truth In Cliché                  | 3:50 |
| 11.   | The Day I Left the Womb                              | 2:25 |
| 43:21 |                                                      |      |